# Casa del Balilla (Forlì)
L'ex Casa del Balilla "Arnaldo Mussolini", o ex Palazzo GIL, è un palazzo polivalente costruito a Forlì sull'allora viale Benito Mussolini, poi rinominato viale della Libertà. L'opera, che in seguito mutò il nome in "Casa della Gioventù Littoria", era stata pensata dell'Opera Nazionale Balilla come polo sportivo e culturale per l'indottrinamento ideologico dei giovani.

## Descrizione

Pianta schematica del complesso con la destinazione delle aree nel progetto originale

Il palazzo, progettato dall'architetto romano Cesare Valle e costruito tra il 1933 e il 1935 in un'ampia zona della città adibita a scuole e campi sportivi, è formato da tre blocchi principali: il cinema-teatro, la palestra e la piscina, parzialmente demolita e trasformata anch'essa in palestra nel dopoguerra.
La palestra e l'ex piscina sono disposte simmetricamente ai lati di un cortile quadrato collegato da un porticato al campo sportivo di oltre 20.000 m² che si trova nella zona retrostante all'edificio. La parte dedicata alla cultura, che ospitava il cinema-teatro di 800 posti, la sala convegni e la biblioteca con annessa sala di lettura, è sovrastata da un'imponente torre di 30 metri che in origine aveva al suo interno la cappella votiva dedicata ad Arnaldo Mussolini e che reca inciso sulla sommità il testo del giuramento della Gioventù Italiana del Littorio: 
(Giuramento della Gioventù Italiana del Littorio)
Il palazzo nel corso degli anni, pur se in lenta decadenza, ha continuato ad ospitare gli impianti sportivi, la sala cinematografica ed è stato anche sede universitaria. Dal 2010 il Comune di Forlì ha iniziato la completa ristrutturazione, volta a recuperare l'edificio all'originario aspetto. Il progetto selezionato per il restauro e il risanamento conservativo, dopo una gara internazionale, è stato quello proposto dallo Studio Valle Progettazioni di Roma, fondato nel 1957 proprio dai figli del progettista originale dell'edificio.
La torre che sovrasta la costruzione reca ancora tracce della formula del giuramento fascista, conservata come testimonianza storica anche dopo il restauro del 2010. Inizialmente il progetto era quello di intonacare completamente la torre e cancellare quello che rimaneva della scritta, ma in seguito si decise di conservare l'impronta del giuramento in quanto testimonianza storica, ma di non ripristinare le lettere in marmo distrutte dopo la caduta del fascismo, perché anche tale distruzione era una testimonianza storica da conservare.

## Fortuna critica
L'architetto Marcello Piacentini definì l'edificio come "esempio perfetto e più compiuto di sede dell'Opera Nazionale Balilla", mentre Giuseppe Pagano (architetto) lo classificò tra le opere più importanti nell'ambito del Razionalismo italiano. 
In occasione del restauro conservativo, il Comune di Forlì, per bocca del suo assessore alla cultura, ha ribadito che il complesso "Ex Gil" è l'edificio che forse più di ogni altro simboleggia l'architettura del periodo.

## ATRIUM
Ha sede presso l'ex Palazzo GIL l'Associazione della Rotta Culturale Europea Atrium, costituita il 15 giugno 2013. Atrium ha come scopo indagare e gestire il patrimonio architettonico, archivistico ed immateriale dei regimi del ‘900. .